# Bernard-Marie-Alexis Vergez
Bernard-Marie-Alexis Vergez, francoski general, * 13. september 1881, † 1942.